# Lumbricillus tuba
Lumbricillus tuba is een ringworm uit de familie van de Enchytraeidae. De wetenschappelijke naam van de soort is voor het eerst geldig gepubliceerd in 1911 door Stephenson.